# Irmo (South Carolina)
Irmo is een plaats (town) in de Amerikaanse staat South Carolina, en valt bestuurlijk gezien onder Lexington County en Richland County.

## Demografie
Bij de volkstelling in 2000 werd het aantal inwoners vastgesteld op 11.039.
In 2006 is het aantal inwoners door het United States Census Bureau geschat op 11.338, een stijging van 299 (2,7%).

## Geografie
Volgens het United States Census Bureau beslaat de plaats een oppervlakte van
10,7 km², geheel bestaande uit land. Irmo ligt op ongeveer 57 m boven zeeniveau.

## Plaatsen in de nabije omgeving
De onderstaande figuur toont nabijgelegen plaatsen in een straal van 16 km rond Irmo.